# Lorenzo Tomasin
Lorenzo Tomasin (Venezia, 26 luglio 1975) è un linguista e filologo italiano.

## Biografia
Laureato all'università di Pisa e diplomato alla Scuola Normale Superiore, insegna Linguistica italiana e Filologia romanza all’Università di Losanna. È socio ordinario dell'Accademia della Crusca, socio corrispondente dell'Istituto veneto di scienze, lettere ed arti e dell'Accademia dell'Arcadia.
Come storico della lingua, attento ai fenomeni di area veneta e alle lingue romanze, ha curato, con Giuseppe Antonelli e Matteo Motolese la Storia dell'italiano scritto (Roma, Carocci, 2014-2021), Premio Cesare Pavese 2021. Come filologo ha all'attivo le edizioni critiche dei Testi padovani del trecento, con commento linguistico (Padova, Esedra, 2004) e del Libro de conservar sanitate (Bologna, Commissione per i testi di lingua, 2010). Scrive sul «Sole24ore» e sul «Corriere del Ticino». Nel 2021 ha vinto il Premio Mondello per la critica letteraria.

## Opere
- Il volgare e la legge. Storia linguistica del diritto veneziano (secoli XIII-XVIII), Esedra, 2001, ISBN 978-88-864-1378-7.
- «Classica e odierna». Studi sulla lingua di Carducci, Biblioteca di Lettere Italiane, Firenze, Olschki, 2007, ISBN 978-88-222-5644-7.
- Scriver la vita. Lingua e stile nell'autobiografia italiana del Settecento, Collana Linguistica e lingua letteraria, Firenze, Franco Cesati, 2009, ISBN 978-88-766-7380-1.
- Testi padovani del Trecento, Esedra, 2009, ISBN 978-88-864-1384-8.
- Storia linguistica di Venezia, Collana Quality Paperbacks, Roma, Carocci, 2010, ISBN 978-88-430-5512-8.
- Italiano. Storia di una parola, Collana Frecce, Roma, Carocci, 2011, ISBN 978-88-430-6255-3.
- L'impronta digitale. Cultura umanistica e tecnologia, Roma, Carocci, 2017, ISBN 978-88-430-8937-6.
- Il caos e l'ordine. Le lingue romanze nella storia della cultura europea, Collana Piccola Biblioteca. Nuova serie, Torino, Einaudi, 2019, ISBN 978-88-062-4189-6.
- Europa romanza. Sette storie linguistiche, Collana Saggi, Torino, Einaudi, 2021, ISBN 978-88-062-4750-8.
- Prima lezione di romanistica, Collana Universale n.970, Roma-Bari, Laterza, 2023, ISBN 978-88-581-5137-2.

### Curatele
- Storia dell'italiano scritto. Vol. IV. Grammatiche, curatela con Giuseppe Antonelli, Matteo Motolese, Collana Frecce, Roma, Carocci, 2018, ISBN 978-88-430-8997-0.
- Etimologia e storia delle parole, curatela con Luca D'Onghia, Franco Cesati Editore, 2018, ISBN 978-88-766-7739-7.
- Svizzera italiana. Per la storia linguistica di un'espressione geografica, curatela con Ariele Morinini, Collana Quaderni, Edizioni ETS, 2020, ISBN 978-88-467-5686-2.